# Zatrephes binotata
Zatrephes binotata là một loài bướm đêm thuộc phân họ Arctiinae, họ Erebidae.